# Илия Кацаров
Свещеник Илия Кацаров е човекът заклевал въстаниците през 1876 година тези, които са „запалили фитила“ на българската свобода.
Илия Кацаров е роден през 1830 г. в село Старо Ново Село. След като майка му овдовява и се омъжва повторно и според тогавашния обичай за да не ревнува пастрока си, като най-голям син е изпратен да живее в село Копривщица. По време на учението си в училището „Св. св. Кирил и Методий“, Илия Кацаров и Христо Данов живеят в къщичката на свещеника в двора на храм „Успение на Пресветая Богородица“, подпомагани от църковното настоятелство, Женското благотворително дружество „Благовещение“ и учителя Груйо Манев. Бъдещият свещеник получава своето образование в класното училище основано от Найден Геров в Копривщица. След като се изучава става чирак при абаджиите, с които стига до Цариград. Запазени са спомените на отец Илия Кацаров за времето, когато е бил ученик, заедно с Христо Г. Данов:
| „ | Нямайки пари за свѣтило и желаейки да четемъ и презъ нощьта, ние съ Данова сѣдахме по късна нощъ надъ нѣкой отъ гробоветѣ въ съсѣднитѣ на църквата „Св-Богородица“ (кѫдето живеехме) гробища и учехме уроцитѣ си на гъмжящето тамъ кандило. | “ |

По време на възстановяването на копривщенският революционен комитет в началото на 1876 г. на свиканото от Гаврил Хлътов съвещание в къщата на Патьо Млъчков извършва свещенодействията при заклеването на бъдещите въстаници. Употребяваните клетвени атрибути по това време са Евангелие, православен кръст револвер и кама. По него време той живее близо до къщата на Патьо Млъчков.
На 20 април 1876 г. Илия Кацаров е един от свещениците, заклевали бунтовниците обявили въстанието и „сложили“ главите си под топора за да дойде свободата на народа.
Поп Илия Кацаров е един от малкото оцелели в турския арест. След международно наложена амнистия се прибира в Копривщица с напълно изкъртени зъби в устата му.

## Семейство
Илия Кацаров е баща на девет деца, две от които почиват рано. Баща е на Димитър и Гаврил Кацарови, дядо на Райна Кацарова – Кукудова и прадядо на краеведа професор Гео Кукудов.Синът му поручик Иван Кацаров загива в Първата световна война.

## Цитати
На Илия Кацаров принадлежат тъжните констатации:
- Тоз народ не си е доробувал.
- Народ, който се страхува от смъртта, не вярва в Бога.